# مارک دوپیراوا
مارک دوپیراوا (انگلیسی: Marek Dopierała؛ زادهٔ ۳۰ ژوئیهٔ ۱۹۶۰) قایقران کانو اهل لهستان است.